# エンフィールド・タウンFC
エンフィールド・タウン・フットボールクラブ（Enfield Town Football Club）はイングランドのロンドン・エンフィールドを本拠地とするサッカークラブチームである。2021-2022シーズンはイスミアンリーグ・プレミアディヴィジョン（7部相当）に所属。

## 歴史
2003年にロンドン北部のエンフィールドで結成されたサッカークラブチーム。2001/02シーズンに国内9部相当のエセックス・シニアリーグに参加。参加初年度にはリーグ2位、翌年には優勝しクラブ初タイトルを獲得。2004/05シーズンには2度目となるリーグ優勝を果たし、2005/06年シーズンに国内8部相当のサウザンフットボールリーグ・イースタンディヴィジョンに昇格した。昇格初年度はリーグ3位と好成績を残し、ウィヴェンホー・タウンとの昇格プレーオフ初戦に臨むが、チームは合計1-3で敗れ、上位リーグ昇格は果たせなかったが、2006/07シーズンに所属リーグ構成が再編されたため、結果的にはイスミアンリーグ・ディヴィジョン1・サウスへの参加が決まる形となった。リーグでは参加22チーム中、3位でシーズンを終えている。2007/08シーズンにおいては22チーム中、12位でシーズンを終えた。

## タイトル

### 国内タイトル
- エセックス・シニアリーグ:2回

2002-2003,2004-2005

### 国際タイトル
- なし